# N.H. Rasmussen (gymnastikdirektør)
 For alternative betydninger, se N.H. Rasmussen. (Se også artikler, som begynder med N.H. Rasmussen)
Niels Hansen Rasmussen (født 27. september 1854 i Birkende, død 1. august 1924 i Nyborg) var gymnastikdirektør og mest kendt for at have grundlagt Gymnastikhuset på Vodroffsvej på Frederiksberg i 1898, hvilket blev videreført af hans datter Helle Gotved under navnet Gotvedskolen.
N.H. Rasmussen var født på Vøjremosegaard som søn af gårdejer og sognefoged Rasmus Rasmussen (død 1873) og hustru Susanne, født Larsen (død 1890), og han blev i 1895 gift med præstedatteren Mette Marie Agnete Elisabeth Otterstrøm. Han er begravet på Solbjerg Parkkirkegård på Frederiksberg.
Efter at være blevet civilingeniør i 1880 var N.H. Rasmussen lærer ved Håndværkerskolen i Vallekilde 1880-83 og 1884-85. I året 1883-84 var han elev på Det kongelige gymnastiske Centralinstitut i Stockholm, hvortil han vendte tilbage 1885-87. Inspireret af opholdet i Stockholm indførte han den lingske gymnastik i Danmark, opkaldt efter svenskeren Pehr Henrik Ling.
Rasmussen var medlem af Gymnastikkommissionen i ti år, 1889-1899, og formand for landsforeningen Gymnastisk Selskab 1904-1916, men var også aktiv på andre felter end gymnastikken. Han var engageret i dansk sømandsmission og sønderjyske foreninger, herunder Grænseforeningen, Studenterforeningen og i kirkeligt arbejde (menighedsrådsmedlem).
Han var forfatter til gymnastikbøger, men var også medudgiver af en sangbog.
Han var ridder af Dannebrog af 1. grad og Dannebrogsmand m.m.